# ناگائو فوجیکاگه
ناگائو فوجیکاگه (به ژاپنی: 長尾藤景 Nagao Fujikage); – ۱ ژانویهٔ ۱۵۶۸) سامورایی از خاندان ناگائو در خدمت خاندان اوئه‌سوگی و اوئه‌سوگی کنشین در دوره سنگوکو اهل ژاپن بود.